# Montagut de Lauragués
Montagut de Lauragués (francès Montégut-Lauragais) és un municipi del departament francès de l'Alta Garona, a la regió d'Occitània.